# Maratus
Maratus é um gênero de aranhas, comumente chamadas de aranhas-pavão.

## Características
Esse gênero de aranhas, nativa de diversas partes da Austrália, é conhecida pela cor bonita que os machos têm em seu abdômen para se exibir para as fêmeas do gênero, que lembram as caudas de pavões.

## Cores
As cores que aparecem nos machos podem ser azul, laranja, vermelho, verde, branco, preto e até sutil aparecimento de roxo. Nem todos os machos desse gênero são coloridos, como as da espécie Maratus vespertilio.

## Espécies
- Maratus amabilis Karsch, 1878
- Maratus linnaei Waldock, 2008
- Maratus mungaich Waldock, 1995
- Maratus pavonis (Dunn, 1947)
- Maratus splendens (Rainbow, 1896)
- Maratus volans (O. P.-Cambridge, 1874)
- Maratus harrisi Otto and Hill, 2011
- Maratus vespertilio

## Novas espécies
Novas espécies foram descobertas recentemente na parte sudeste da Austrália.
- Maratus sapphirus